# SketchUp
SketchUp (bivši Google SketchUp) je računarski program za 3D modeliranje koji služi za crtanje dizajna arhitekture, enterijera, mašinstva, filma i video igra - i dostupan je u besplatnoj verziji, SketchUp Make, i plaćenoj verziji sa dodatnim funkcionalnostima, SketchUp Pro.
SketchUp je trenutno u vlasništvu Trimble Navigation kompanije. Kompanija je nezavisna od 2000. do 2006. godine, a u vlasništvu Google-a od 2006. do 2012. godine.
Autori ovog programa opisuju ga kao jednostavan za upotrebu. Postoji otvorena biblioteka na mreži koja je prepuna besplatnih modela (npr. prozori, vrata, automobili, itd), 3D Skladište, gde korisnici mogu dodati svoje modele. Program obuhvata izradu funkcionalnosti rasporeda, omogućava površinski rendering u promenljivim "stilova", podržava programe treće strane "plug-in" na sajtu pod nazivom Prošireno Skladište koji pružaju druge mogućnosti ( na primer, u blizini foto - realistično renderovanje), i omogućava plasman svojih modela u Google Earth.

## Istorija

### @Last Software
SketchUp je razvijen od strane preduzeća @Last Software u Bolderu, Koloradu 1999. godine. Kompaniju su osnovali Bred Šela i Džoe Eš 
 

SketchUp je debitovao u avgustu 2000. godine, kao alat opšte namene za kreiranje 3D sadržaja, i bio je zamišljen kao softverski program " koji će omogućiti profesionalnim dizajnerima da crtaju na način na koji oni žele, od ugledanja na osećaj i slobodu rada sa papirom i olovkom u jednostavnom i elegantnom interfejsu, da bi bilo zabavno da koriste i lako uče, i da će se koristiti od strane dizajnera da se igraju sa svojim dizajnom na način koji nije moguće sa tradicionalnim dizajn softverima. Program takođe ima korisničke tastere kako bi ga lakše koristiti.

Program je osvojio nagradu "Zajednički izbor" na svom prvom sajmu u 2000. godini.

### Gugl
Gugl je otkupio @Last Softver 14. marta 2006. godine za otprilike 15-45M US$, zajedno sa @Last Softver-ovim pluginom za izradu Google Earth-a.

9. januara 2007. godine, SketchUp 6 je pušten u prodaju, sa novim alatima i beta verzijom Google SketchUp LayOut-a. LayOut uključuje 2D vektorske alate i raspored strana alata koji omogućavaju prezentacije koje će se proizvoditi bez potrebe za posebnom programom za prezentacije.

 17. novembra 2008. godine, SketchUp 7 je pušten u prodaju, sa izmenama radi lakše upotrebe, integracije SketchUp komponentnog pretraživača sa Gugl 3D skladištem, ubačen je i LayOut 2, i dodate su dinamične komponente koje mogu da skaliraju. Windows 2000 više nije podržan.

 1. septembra 2010. godine, SketchUp 8 pušten u prodaju, sa modelom geolokacije sa Google Mapsom i Building Maker Integracijom. Mac OS Ks Tiger više nije podržan.

### Trimble
Trimble Navigation otkupio je SketchUp od Google-a 1. juna 2012. po ceni manjom od $ 100M.
U 2013. godini SketchUp 2013 je pušten u prodaju. Obezbeđen mu je novi sajt, prošireno je Skladište za modele, i ubačene su razne dodatke za SketchUp. SketchUp 2015 je pušten u prodaju u novembru 2014. godine.

## Licence
Sve verzije SketchUp-a su njihovo vlasništvo, tj plaćaju se. SketchUp Make ( ranije SketchUp za kućnu i ličnu upotrebu ), za ne-komercijalnu upotrebu, je besplatan.
SketchUp Pro obezbeđuje dodatne funkcije za profesionalnu upotrebu i košta $ 590.00. Korisnici kupe program za $ 495.00, plus $ 95.00 takse, a potom eventualno plaćaju $ 95 godišnje "Naknada za dozvolu za održavanje "za podršku i nadogradnje. Postoji posebna cena za studente i obrazovane korisnike.
SketchUp Pro licence važe za određenu platformu, Windows ili Macintosh.

## Google SketchUp
Dana 8. juna 2005. godine, Google je objavio Google SketchUp, besplatnu verziju za skidanje sa interneta SketchUp-a bez nekih funkcionalnosti SketchUp Pro verzije, ali uključuje integrisane alate za upload sadržaja na Google Earth i Google 3D Skladište. Alati omogućavaju gledaocima da " šetaju " i vide stvari iz različitih gledišta, i podržava oznake za modele,gledaj-okolo funkciju, i "svaki poligon " oblik alat.

Besplatna verzija Google SketchUp-a može eksportovati 3D na.dae i Google Earth-ov .kmz format datoteke. Pro verzija prostire eksport podršku uključujući .3ds, .dvg, .DKSF, .fbk, .obj, .ksi, i .vrl formata datoteka. 

Google SketchUp može takođe da sačuva uzvišenja ili rendering modela, pod nazivom "screenshots", kao .bmp, .png, .jpg, .tif, sa Pro verzija takođe podržava .pdf, .eps, .epk, .dvg, i .dkf.
Geooznake se uvek sačuvaju u KMZ datoteke. Dizajni nekih zgrada sami se sačuvaju u SKP datotekama.